# Cacia herbacea
Cacia herbacea är en skalbaggsart som beskrevs av Francis Polkinghorne Pascoe 1866. Cacia herbacea ingår i släktet Cacia och familjen långhorningar. Inga underarter finns listade.